# Blepharosis grumi
Blepharosis grumi là một loài bướm đêm trong họ Noctuidae.